# Chromatoclothoda aurata
Chromatoclothoda aurata är en insektsart som beskrevs av Ross 1987. Chromatoclothoda aurata ingår i släktet Chromatoclothoda och familjen Clothodidae. Inga underarter finns listade i Catalogue of Life.